# 1720-е

## Догађаји и трендови
- 1721. — Роберт Волпол постаје први министар Велике Британије.
- 1721. — потписан је Ништадатски мир, којим је окончан Велики сјеверни рат.
- 1721. — Петар I реформише Руску православну цркву.
- 1722. — започео је Руско-персијски рат, који ће завршити идуће године.
- 1722. — Паштуни су заузели Персију.
- 1723. — у Русији је укинуто ропство.
- 1724. — Отпочета градња најстарије сачуване зграде у Београду, дело архитекте Николе Доксата де Мореца, инжењера и пуковника аустријске војске.
- 1729. — рођен Едмунд Берк, британски државник, политички теоретичар и филозоф.
- 1729. — рођена Катарина Велика, будућа руска императорка.
- 1729. — рођен Александар Васиљевич Суворов, руски војсковођа.

## Наука
- 1723. — рођен Адам Смит, шкотски економиста и морални филозоф.
- 1727. — умро Исак Њутн.

## Култура
- 1724. — рођен Имануел Кант, немачки филозоф.